# Caeroplastes buchneri
Caeroplastes buchneri är en kräftdjursart som först beskrevs av Karl Wilhelm Verhoeff 1933.  Caeroplastes buchneri ingår i släktet Caeroplastes och familjen Porcellionidae. Inga underarter finns listade i Catalogue of Life.